# Serpent (Software)
Serpent ist ein dreidimensionaler, Monte-Carlo-basierter Transport-Code (vgl. Neutronentransport), der seit 2004 am Technischen Forschungszentrum Finnland (VTT) entwickelt wird. Das Softwarepaket berücksichtigt Teilchen (d. h. Neutronen) und Photonen (vgl. ionisierende Strahlung) und ist damit eine gekoppelte Multiphysik-Anwendung.
Der Fokus und zahlreiche Anwendungen von Serpent sind in der Reaktorphysik und Kerntechnik zu finden. Genauer wir der Code unter anderem für die Modellierung von Kernreaktoren, Strahlenschutzberechnungen und die Verifikation anderer Codes eingesetzt.